# Adanech Anbesa
Adanech Anbesa Feyisa (née le 23 janvier 1998) est une athlète éthiopienne, spécialiste des courses de demi-fond.

## Biographie
Elle remporte la médaille de bronze du 1 500 mètres lors des championnats d'Afrique 2016, à Durban, en portant son record personnel à 4 min 5 s 22.

### Palmarès
| Date | Compétition                   | Lieu      | Résultat | Épreuve | Performance  |
| ---- | ----------------------------- | --------- | -------- | ------- | ------------ |
| 2016 | Championnats d'Afrique        | Durban    | 3e       | 1 500 m | 4 min 5 s 22 |
| 2016 | Championnats du monde juniors | Bydgoszcz | 1re      | 1 500 m | 4 min 8 s 07 |

### Records
| Épreuve | Performance  | Lieu   | Date         |
| ------- | ------------ | ------ | ------------ |
| 1 500 m | 4 min 5 s 22 | Durban | 24 juin 2016 |